# Manganieckermannita
La manganieckermannita és un mineral de la classe dels silicats que pertany al grup del nom arrel eckermannita.

## Característiques
La manganieckermannita és un inosilicat de fórmula química NaNa₂(Mg₄Mn³⁺)Si₈O₂₂(OH)₂. Va ser aprovada com a espècie vàlida per l'Associació Mineralògica Internacional l'any 2023, i publicada en el mes d'agost del mateix any. Cristal·litza en el sistema monoclínic.
L'exemplar que va servir per a determinar l'espècie, el que es coneix com a material tipus, es troba conservat a les col·leccions del Museu Mineralògic Fersmann, de l'Acadèmia de Ciències de Rússia, a Moscou (Rússia), amb el número de registre: 5774/1.

## Formació i jaciments
Va ser descoberta a la mina Tanohata, situada a la localitat homònima dins el districte de Shimohei (prefectura d'Iwate, Japó). Aquesta mina japonesa és l'únic indret de tot el planeta on ha estat descrita aquesta espècie mineral.